# Пічкур-білопер дністровський
Пічку́р-білопе́р дністро́вський або білоперий пічкур дністровський (Romanogobio kesslerii) — вид риб родини пічкурових (Cyprinidae). Вид занесений до Червоної книги України та ряду інших прирожодохоронних документів.

## Опис
Прісноводний вид, поширений у басейні Дністра та Дунаю з притоками його нижнього та середнього басейну (басейн Чорного моря); також басейн верхньої Вісли (Балтійське море). Сягає довжини до 13 см.

## Охорона

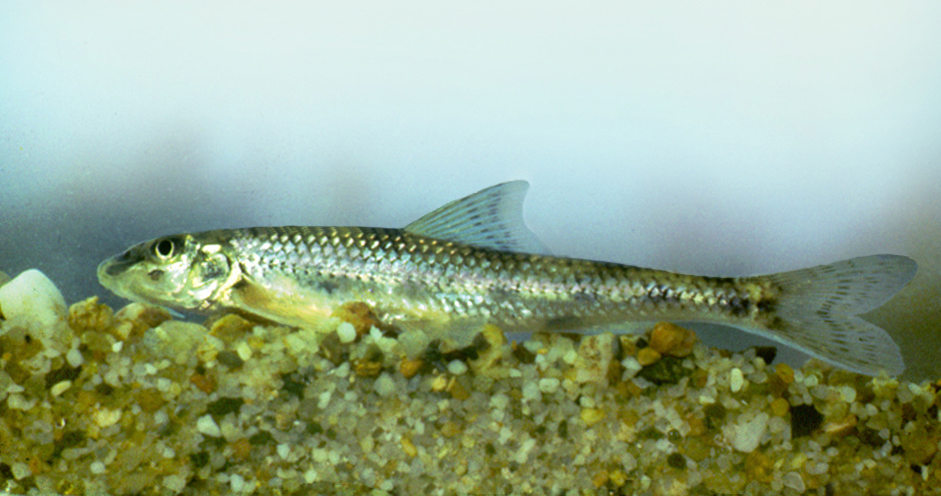
Пічкур-білопер дністровський з Угорщини

На більшій частині ареалу стан природних популяцій виду залишається більш-менш стабільним. Саме тому він, згідно Червоного списку МСОП, отримав охоронну категорію «відносно благополучний вид». Але в окремих регіонах спостерігається тенденція до зниження чисельності популяції виду. Тому пічкур-білопер дністровський занесений до Червоної книги України (охоронна категорія: вразливий вид), Резолюції 6 Бернської конвенції, для яких Україна створює Смарагдову мережу, Додатку ІІІ цієї ж конвенції (охоронна категорія: види фауни, що підлягають охороні), а також до Директиви Європейського Союзу 92/43/ЄС «Про збереження природних оселищ та видів природної фауни і флори» (Додаток II. Види рослин і тварин, що становлять особливий інтерес для Європейського Союзу, збереження яких потребує створення територій особливої охорони)..